# خليل هزازي
خليل ناشب هزازي لاعب كرة قدم سعودي.
لاعب نادي المزاحمية .
لعب سابقاً في نادي السلمية ونادي الشرق.